# 스트로크 (엔진)
스트로크(stroke)는 내연기관의 맥락에서 다음과 같은 관련 의미를 갖는다.
- 피스톤이 위에서 아래로 또는 그 반대로 이동하는 동안 엔진 사이클의 한 단계(예: 압축 행정, 배기 행정)이다.
- 피스톤 엔진(예: 2행정 기관, 4행정 기관)에서 사용되는 동력 주기 유형이다.
- "스트로크 길이"(stroke length)는 각 사이클 동안 피스톤이 이동한 거리이다. 보어 직경과 함께 스트로크 길이가 엔진 배기량을 결정한다.

## 스트로크 길이
스트로크 길이는 피스톤이 실린더 내에서 이동하는 거리를 말하며, 이는 크랭크축의 크랭크 (기계)에 의해 결정된다.
엔진 배기량은 실린더의 단면적(보어에 의해 결정됨)에 스트로크 길이를 곱하여 계산된다. 이 숫자에 엔진의 실린더 수를 곱하여 총 배기량을 결정한다.

## 증기기관
스트로크(stroke)라는 용어는 기관차 실린더의 피스톤 이동에도 적용될 수 있다.